# Euphorbia anachoreta
Euphorbia anachoreta es una especie de rósida perteneciente a la familia Euphorbiaceae.

## Distribución y hábitat
Es endémica de las Islas Salvajes en Madeira. 

## Taxonomía
Euphorbia anachoreta fue descrita por Eric Ragnor Sventenius y publicado en Ind. Sem. Agron. Investia. Nat. Hispan. Inst. 1968: 58 en el año 1969.
Sinonimia
- Euphorbia obtusifolia var. desfoliata Menezes (1924)
- Euphorbia desfoliata (Menezes) Monod
- Euphorbia despoliata (Menezes) Monod
- Euphorbia lamarckii var. despoliata (Menezes) Oudejans[4][5]